# Dream (canção de Suzy e Baekhyun)
"Dream" é uma canção interpretada pelos cantores sul-coreanos Suzy e Baekhyun. Foi lançada digitalmente em 7 de janeiro e mais tarde fisicamente em 14 de janeiro de 2016 pela Mystic Entertainment. Tendo vendido mais de 1,3 milhão de cópias, a música recebeu vários elogios em grandes shows de prêmios musicais sul-coreanos em 2016.

## Antecedentes e lançamento
Em 31 de dezembro de 2015, Suzy e Baekhyun foram anunciados para colaborar em um dueto intitulado "Dream", descrito como uma canção de R&B com sons de jazz e neo soul e letras sobre um casal se apaixonando. Dois vídeos teaser para a música, o primeiro com Suzy e o segundo com Baekhyun, foram lançados em 4 e 5 de janeiro, respectivamente. A música foi lançada digitalmente acompanhada por seu vídeo musical em 7 de janeiro. As cópias físicas foram lançadas mais tarde em 14 de janeiro.
Pouco depois de "Dream" ter sido lançada, Park Geun-tae, um dos compositores da canção, revelou que ele tinha trabalhado na canção por dois anos, e que levou um ano para conseguir ambos os cantores para participar de sua produção. Ele notou Suzy em 2013 depois de ouvir sua trilha sonora "Don't Forget Me" para a série da MBC Gu Family Book em que ela também interpretou a protagonista feminina, e mais tarde decidiu escolher Baekhyun como seu parceiro de dueto.

## Vídeo musical
Durante a maior parte do videoclipe para "Dream", Suzy e Baekhyun são vistos interpretando a música e interagindo um com o outro, sentados em banquinhos no centro de uma sala de estilo vintage, cercada por uma banda de jazz composta de quatro músicos tocando guitarra elétrica, contrabaixo, piano e bateria. Há também breves cenas onde eles são vistos presumivelmente se preparando para um encontro; Suzy sentado na frente do espelho em uma mesa de maquiagem e Baekhyun vestindo uma jaqueta. O videoclipe termina com os cantores batendo seus punhos antes de se levantar dos banquinhos e agradecer a banda.

## Performances ao vivo
Suzy e Baekhyun cantaram a música juntos pela primeira vez em 2 de dezembro de 2016 no 18th Mnet Asian Music Awards. Em 13 de janeiro de 2017, eles performaram a música novamente no 31st Golden Disk Awards.

## Recepção
"Dream" estreou no número um no gráfico Gaon Weekly Digital Chart da Coréia do Sul e permaneceu nesta posição por três semanas consecutivas. A versão física também estreou na mesma posição na parada de álbuns semanais da Gaon Album Chart. A canção ganhou o primeiro lugar cinco vezes no total nos programas de televisão sul-coreanos de música Music Bank e Inkigayo. "Dream" ganhou o prêmio de Melhor Colaboração no 18th Mnet Asian Music Awards, Melhor Canção de R&B no 8th Melon Music Awards, e Digital Bonsang no 31st Golden Disk Awards.

## Lista de faixas
| N.º            | Título                   | Letras         | Música                     | Duração |  |
| 1.             | "Dream"                  | Kim Eana       | Park Geun-tae Jin Suk Choi | 03:42   |  |
| 2.             | "Dream" (Club Live Ver.) | Kim Eana       | Park Geun-tae Jin Suk Choi | 03:33   |  |
| Duração total: | Duração total:           | Duração total: | Duração total:             | 07:15   |  |

## Créditos
| - Suzy – vocais - Baekhyun – vocals - Park Geun-tae – composição - Jin Suk Choi – composição - Kim Eana – composição - Choi In-sung – baixo | - Park Eun-ooh – coro - Lee Seung-woo – coro - Hong So-jin – piano - Jung Jae-won – gravação, guitarra elétrica - Jo Joon-sung – mixagem - Choi Hyo-young – masterização |

Os créditos são adaptados das notas do álbum.

## Gráficos

### Gráficos semanais
| Gráfico (2016)                     | Melhores posições |
| ---------------------------------- | ----------------- |
| South Korean singles (Gaon)        | 1                 |
| South Korean albums (Gaon)         | 1                 |
| US World Digital Songs (Billboard) | 3                 |

### Gráficos mensais
| Gráfico (2016)              | Melhores posições |
| --------------------------- | ----------------- |
| South Korean singles (Gaon) | 1                 |
| South Korean albums (Gaon)  | 4                 |

### Gráficos anuais
| Gráfico (2016)              | Melhores posições |
| --------------------------- | ----------------- |
| South Korean singles (Gaon) | 20                |
| South Korean albums (Gaon)  | 77                |

## Vendas
| Gráfico             | Vendas    |
| ------------------- | --------- |
| Gaon download sales | 1,360,267 |
| Gaon album sales    | 36,900    |

## Prêmios e indicações
| Ano  | Prêmio                       | Categoria                     | Resultado |
| ---- | ---------------------------- | ----------------------------- | --------- |
| 2016 | 8th MelOn Music Awards       | Best R&B/Soul Song            | Venceu    |
| 2016 | 18th Mnet Asian Music Awards | Best Collaboration            | Venceu    |
| 2017 | 31st Golden Disc Awards      | Digital Bonsang               | Venceu    |
| 2017 | 31st Golden Disc Awards      | Asian Choice Popularity Award | Indicado  |
| 2017 | 6th Gaon Chart K-Pop Awards  | Song of the Year – January    | Pendente  |

### Prêmios em programas musicais
| Canção  | Programa         | Data                  |
| ------- | ---------------- | --------------------- |
| "Dream" | Music Bank (KBS) | 15 de janeiro de 2016 |
| "Dream" | Music Bank (KBS) | 22 de janeiro de 2016 |
| "Dream" | Inkigayo (SBS)   | 17 de janeiro de 2016 |
| "Dream" | Inkigayo (SBS)   | 24 de janeiro de 2016 |
| "Dream" | Inkigayo (SBS)   | 31 de janeiro de 2016 |

## Histórico de lançamento
| Região        | Data                  | Formato          | Gravadora                                                                                  |
| ------------- | --------------------- | ---------------- | ------------------------------------------------------------------------------------------ |
| Mundialmente  | 7 de janeiro de 2016  | Digital download | JYP Entertainment S.M. Entertainment MYSTIC Entertainment Choongang ICS LOEN Entertainment |
| Coreia do Sul | 14 de janeiro de 2016 | CD               | JYP Entertainment S.M. Entertainment MYSTIC Entertainment Choongang ICS LOEN Entertainment |